# Aristias nonspinus
Aristias nonspinus är en kräftdjursart. Aristias nonspinus ingår i släktet Aristias och familjen Aristiidae. Inga underarter finns listade i Catalogue of Life.